# Viktor Sarianidi
Viktor Ivanovič Sarianidi (in russo Ви́ктор Ива́нович Сариани́ди?; Tashkent, 23 settembre 1929 – Mosca, 22 dicembre 2013) è stato un archeologo sovietico.
Nel 1976 ha scoperto i resti di una cultura dell'età del bronzo nel deserto del Karakum, nota come complesso archeologico bactriano-margiano.

## Biografia
Viktor Sarianidi è nato il 23 settembre 1929 a Tashkent da una famiglia di origine pontica. I suoi genitori, Ioannis e Athena Sarianidi, erano emigrati da Jalta negli anni venti.
Sarianidi si è laureato all'università statale dell'Asia Centrale nel 1952. Nel 1961 ha conseguito un master presso l'istituto di archeologia dell'accademia sovietica delle scienze a Mosca. La sua tesi di dottorato, intitolata Afghanistan nelle età del Bronzo e del Ferro, è stata pubblicata nel 1975. Si è poi unito allo staff dell'istituto, dove è rimasto nel corso della sua carriera.
Nel 1996 si è trasferito in Grecia.
Sarianidi è morto nella notte del 22 dicembre 2013 a Mosca.

## Carriera
Mentre era ancora uno studente, nel 1949, Sarianidi ha cominciato a lavorare nei siti archeologici in Turkmenistan sotto la supervisione di Mikhail Masson. Dopo la laurea all'università statale dell'Asia Centrale nel 1952 è entrato nel museo di storia di Samarcanda, dove ha lavorato per due anni.
Sarianidi ha partecipato agli scavi dei monumenti di Tahirbey, Yaz Depe (1955-1956) e Togolok (anni settanta). 
Dal 1974 ha supervisionato gli scavi che hanno portato alla scoperta della cultura della Margiana (o Margush) e al ritrovamento nel 1990 di oltre 200 insediamenti risalenti all'età del Bronzo e agli inizi dell'età del Ferro. Tra questi il principale era la capitale Gonur Tepe, fondata alla fine del terzo millennio a.C. ed esistita fino a circa il 1600 a.C.. La città aveva un palazzo centrale protetto da mura fortificate con torri rettangolari. Fuori da queste mura, sul lato orientale, è stato scoperto il più antico Tempio del Fuoco noto. Templi sacrificali erano stati costruiti lungo i lati meridionali e occidentali delle mura. Questi templi erano circondati da una seconda serie di mura monumentali rinforzate. A sud sono state ritrovate due piscine (una delle quali misura 100 metri per 60), in base alle quali si è ipotizzato che la popolazione di Gonur venerasse l'acqua.
Nel 1978 Sarianidi ha scoperto 6 tombe intatte a Tillya Tepe, risalenti al primo secolo a.C.. I defunti erano riccamente corredati d'oro, il cosiddetto oro battriano.
Nel 1996 è stata scoperta una grande necropoli 350 m a ovest di Gonur. Gli scavi sul posto sono continuati per i successivi 10 anni e hanno riportato alla luce quasi 3000 tombe.